# Црни флор
Црни флор је била највећа антиратна акција у Београду организована током 1990-их. Трајала је један дан и одржана је у центру Београда 31. маја 1992. Процењује се да је окупила око 100. 000 учесника. Непосредан повод био је протест против рата у Босни и Херцеговини и посебно у Сарајеву.

## Организатори
Организатор акције био је Цивилни покрет отпора, у коме је једну од главних улога имала књижевница Биљана Јовановић, спиритус мовенс антиратног покрета и једна од најзначајнијих активисткиња тог доба. Акцији су се придружили и подржали је и друге значајне антиратне иницијативе попут Центра за антиратну акцију, Грађанске акције за мир, Жена у црном, Женског лобија, Републиканског клуба, Хелсиншког парламента грађана, Покрет за мир Панчево, Филозофско друштво Србије, Социолошко друштво Србије, Српски омладински форум, Српски омладински савез, синдикат Независност, као и неке политичке партије попут Српског покрета обнове, Демократске странке, Народне сељачке странке, Реформске странке Србије, Српске либералне странке и др. Од значајнијих учесника треба поменути Борку Павићевић, Биљану Ковачевић Вучо, Загорку Голубовић, Наташу Кандић, Сташу Зајовић, Соњу Лихт, Јасминку Хасанбеговић и др.

## Идеја за протест
На основу сећања учесника, идеја за протест је дошла од Зорана Ђинђића, једног од вођа тадашње опозиције. За датум је изабран 31. мај када су се одржавали савезни и локални избори у СРЈ. Ђинђић је наводно рекао: “То су њихови избори, а ми ћемо имати своје. Црни флор.” Тако је протест попримио и свој антирежимски карактер. Окупљени су узвикивали пароле против тадашњег председника Слободана Милошевића “Слобо, Садаме”, “Бандо црвена”, “Слобо, одлази”, и др.
Акција је добила име по симболичном црном флору који су учесници носили, односно траци дужине 1300 метара коју су окупљени држали од Палате Албанија до трга Славије. Црни флор је одабран као симбол саосећања и жаљења за жртвама рата. Са протеста су се поред антирежимских чуле пароле подршке грађанима опседнутог Сарајева “Ми смо са вама”.
Идеју како да се, уместо црног платна кога није било у продаји, креира ефекат црног флора дао је сценограф Емир Гељо, активан у београдском позоришту Душко Радовић, једном од центара антиратног отпора. “Црни картони, димензија отприлике метар са метар, били су око поднева наслагани у гомилама на плочнику код Палате Албанија и на стотине људи је прилазило и узимало их, без икаквог реда. Владао је поприличан хаос. Велико узбуђење међу људима, као да су емоције пуштене с ланца или као да је неко одједном пробушио балон већ надувен до пуцања”, сећа се једна од учесница.
Веран Матић, први човек Радија Б92, који је један од ретких медија који је извештавао о акцији, сведочи у књизи Душана Машића „Таласање Србије“: „За то да имамо 100 000 људи на улицама било је важно укључивање Вука Драшковића и СПО као јаке политичке институције… Црни флор је био важна индикација расположења. Иако сам видео да нема енергије и набоја који би помогли да се нешто помакне, то је било важно у ситуацији када су сви Срби у свету били представљени као агресивци… Можда је то више значило нама да се не осећамо самима, него што је могло да утиче на власт.“ 